# Boefje
 Boefje (en neerlandès, "pillets") és una pel·lícula de comèdia melodramàtica neerlandesa del 1939 dirigida per Detlef Sierck. La pel·lícula està basada en un clàssic llibre infantil holandès de 1903, escrit pel periodista Marie Joseph Brusse.

## Argument
Jan Grovers i el seu amic Pietje Puk són nois entremaliats al passeig marítim de Rotterdam. Jan, sobrenomenat "pillet" (Boefje), es troba per sempre en problemes amb la seva mare casada, que manté el seu pis sòrdid i té cura de les seves tres germanes, mentre que el seu pare treballa llargs dies i colpeja habitualment Jan. Jan i Pietje recorren la ciutat. cometent petits robatoris i somiant amb convertir-se en gàngsters rics a Amèrica, basats en històries d'aventures que llegeixen.
Un dia, un pastor del barri veu en Jan robar arengada a una peixateria. El pastor intenta atrapar en Jan, però en Jan escapa. Poc després, el pastor veu uns nens cruels llençar un gat al riu i observa que Jan es submergeix per salvar el gat. El pastor creu que en Jan té un bon cor i va a la mare d'en Jan i li demana si pot ajudar el nen.
Mentrestant, Jan i Pietje roben una bomba de bicicleta d'una botiga de ferralla. El pastor ho veu i protegeix Jan de la policia, però fa que Jan torni la bomba i promet que no li mentirà mai més.
El pastor convida en Jan a la seva casa parroquial, on la mestressa sospita tant de Jan com de la nova criada, una jove que acaba de sortir de la presó. La mestressa argumenta que les persones no poden canviar la seva naturalesa inherent, mentre que el pastor creu que sí, si es troben en un entorn amorós i solidari.
Poc temps després, Jan es discuteix amb la mare de Pietje i, amb rancor, llança carbons calents al seu apartament, gairebé el crema. Argumenta que Jan hauria de ser processat, però el pastor aconsegueix que Jan l'enviïn a una escola de reforma en un monestir. En Jan té por del lloc, amb el cap ple d'imatges de malson, però un cop arriba, els sacerdots són amables i pacients i els seus companys són decents amb ell. Tot i així, Jan està ressentit i actua constantment. L'única connexió que forma és amb un sacerdot que manté l'antic orgue.
En Jan s'escapa i torna corrent a Rotterdam. Ell i Pietje planifiquen la seva fugida a Amèrica. Tenen previst robar un vaixell proper, però també necessiten diners i un mapa. En Jan recorda el mapa del món del Pastor a la seva casa parroquial, així que els nois van irrompre mentre tothom està fora. Tanmateix, a més del mapa, Pietje roba els diners i les joies de la mestressa, després amaga una peça de les joies al davantal de la minyona, per emmarcar-la. En Jan se sent incòmode amb això, però no ho atura.
Amb diners en efectiu, Jan compra regals per a la seva família i els torna amb mentides sobre com l'escola reformadora li va donar els diners i l'han enviat a la ciutat. Els diu que s'està entrenant per ser reparador d'orgues de tubs. Malauradament, just aleshores, l'avi d'en Jan s'oblida d'on va amagar els seus diners en efectiu i suposa que li han robat. Culpa a Jan, que no pot explicar d'on va treure els seus propis diners, i Jan és arrestat.
En Jan passa la nit a la presó i està aterrit pel calvari, pregant i prometent a Déu que no tornarà a robar mai més. Mentrestant, l'avi de Jan troba els seus diners perduts i abandona els càrrecs. El pastor porta en Jan de nou a la casa parroquial, on s'acaba de descobrir el robatori. En Jan està aclaparat de culpa. No pot deixar que la minyona innocent vagi a la presó, així que li confessa al Pastor.
Jan i Pietje són jutjats. El pastor parla en defensa de Jan. Un psicòleg fa proves en nom de Jan, utilitzant dues rates de laboratori, criades en condicions extremadament diferents, per il·lustrar que els crims de Jan es deuen a la seva educació en una pobresa extrema, amb pares que mai li van mostrar amor. El tribunal està convençut i ordena que Jan no sigui enviat a la presó, com Pietje, sinó que torni a l'escola reformadora.
Quan el pastor porta a Jan allà, en Jan revela que el que promet és el seu últim robatori: va robar les dues rates de laboratori, perquè el psicòleg tenia la intenció de disseccionar-les després del judici. En Jan li demana al pastor que protegeixi les rates, llavors ell mateix es troba atret per la bella música de l'orgue de tubs cap al capellà que va conèixer abans.

## Repartiment
- Annie van Ees com a Boefje
- Albert van Dalsum com a Pastor
- Enny Snijders com a Mrs. Grovers
- Piet Bron com a Mr. Grovers
- Guus Brox com a Pietje Puk
- Mien Duymaer Van Twist com a Floddermadam
- Piet Köhler com a Grandfather
- Nel Oosthout
- Henri de Vries
- Frits van Dijk
- Herman Bouber
- Matthieu van Eysden
- Anton Roemer
- Jan C. de Vos
- Ludzer Eringa
- Charles Braakensiek

## Producció
El director alemany Detlef Sierck va fugir dels nazis l'any 1937. Va anar primer a Itàlia, després a França, i va rodar aquesta pel·lícula als Països Baixos just abans de marxar a Amèrica amb la seva dona el 1939. Sierck va marxar abans d'acabar el muntatge, sense veure la pel·lícula acabada i va anar a treballar a Hollywood amb el nom anglicitzat de Douglas Sirk.
El paper principal de Jan Grovers, un nen de 12 anys, és interpretat per una dona de 46 anys, Annie van Ees, que havia interpretat el mateix paper a l'escenari més de 1500 vegades, a partir del 1923. Boefje seria la seva única actuació a la pantalla.
La pel·lícula estava programada per projectar-se al primer Festival de Cinema de Canes, en competició per la Palma d'Or, però el festival es va ajornar i després es va cancel·lar quan Alemanya va envair Polònia el dia de la inauguració del festival, l’1 de setembre de 1939.

## Wilton's Zoo
Sovint es coneix erròniament a Boefje com a Wilton's Zoo, que de vegades es cita incorrectament com a títol amb que Boefje pot haver-se publicat als mercats de parla anglesa. Wilton's Zoo va ser en realitat un projecte cinematogràfic completament separat, abans de Boefje. Detlef Sierck va dir als executius de l'UFA Studios que viatjava per buscar localitzacions per al Wilton's Zoo com a història de portada de la seva fugida d'Alemanya el 1937. Wilton's Zoo mai es va filmar.